# Dao cạo an toàn

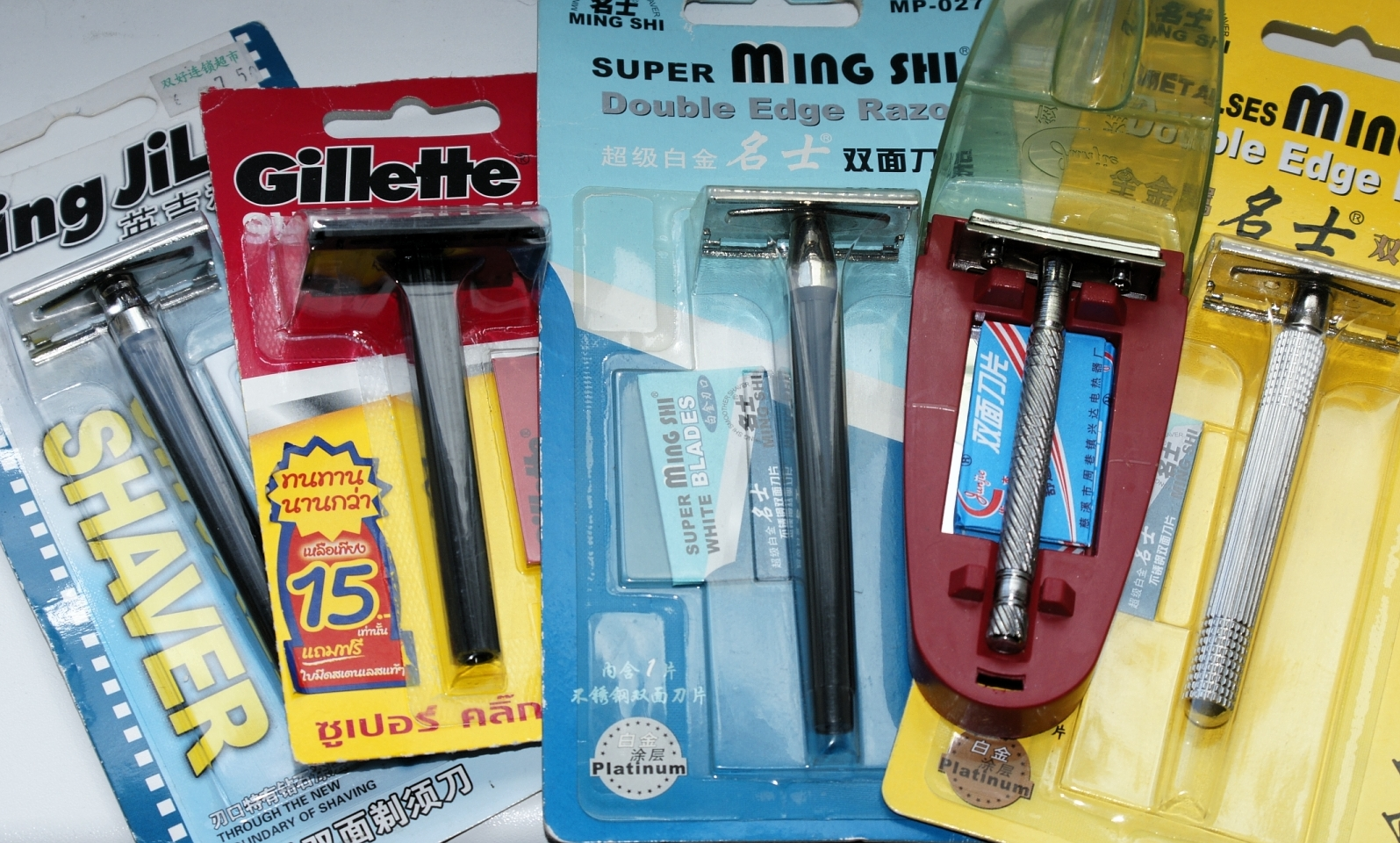
Một loạt dao cạo an toàn chi phí thấp

Dao cạo an toàn là dụng cụ cạo lông với thiết bị bảo vệ được đặt giữa rìa lưỡi dao và da. Mục đích ban đầu của các thiết bị bảo vệ này là để giảm mức độ kỹ năng cần thiết cho việc cạo râu không gây thương tích, do đó làm giảm sự phụ thuộc vào các thợ cắt tóc chuyên nghiệp. Thuật ngữ này lần đầu tiên được sử dụng trong một bằng sáng chế được cấp vào năm 1880,  cho một dao cạo trong cấu hình đương đại cơ bản với một tay cầm được gắn ở góc phải với một đầu trong đó một lưỡi dao có thể tháo rời được (mặc dù hình thức này có trước bằng sáng chế).
Dao cạo và dao cạo dùng một lần bằng nhựa có gắn lưỡi dao có thể thay thế đang được sử dụng phổ biến hiện nay. Dao cạo thường bao gồm một đến năm cạnh cắt.

## Lịch sử

### Thiết kế ban đầu
Bước đầu tiên hướng tới một chiếc dao cạo an toàn hơn là dao cạo bảo vệ - còn được gọi là dao cạo an toàn thẳng - có thêm một bộ phận bảo vệ cho một dao cạo thẳng thông thường. Chiếc dao cạo đầu tiên như vậy rất có thể được một thợ cắt tóc người Pháp Jean-Jacques Perret phát minh vào khoảng năm 1762. Phát minh này được lấy cảm hứng từ lưỡi dao của máy bào và về cơ bản là một chiếc dao cạo thẳng với lưỡi dao được bao quanh bởi một ống bọc gỗ. Những loại dao cạo bảo vệ sớm nhất có răng giống như lược và chỉ có thể được gắn vào một bên của dao cạo; một bảo vệ đảo ngược là một trong những cải tiến đầu tiên được thực hiện để bảo vệ dao cạo.

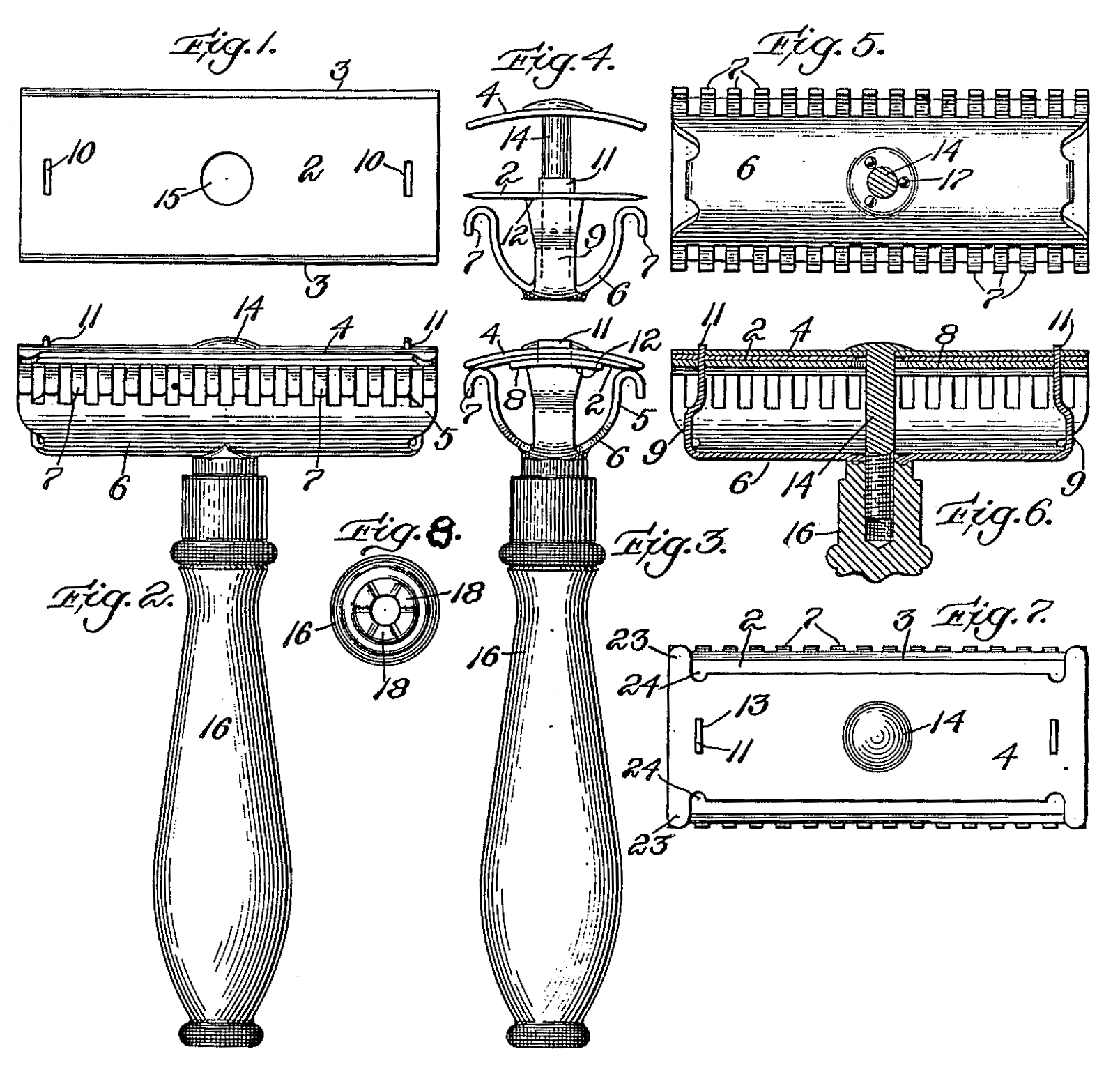
Hình minh họa bằng sáng chế dao cạo an toàn của Gillette

Hình dạng cơ bản của dao cạo, "lưỡi cắt nằm đúng góc với tay cầm, và giống với hình dạng của một cái cuốc thông thường", lần đầu tiên được mô tả trong một đơn xin cấp bằng sáng chế vào năm 1847 bởi William S. Henson. Đơn này cũng bao gồm một "bảo vệ răng lược" có thể được gắn cả vào hình dạng cuốc và với một dao cạo thẳng thông thường.
Việc sử dụng đầu tiên của thuật ngữ "dao cạo an toàn" là trong một đơn xin cấp bằng sáng chế cho "những cải tiến mới và hữu ích trong Dao cạo an toàn", được đệ trình vào tháng 5 năm 1880 bởi Frederic và Otto Kampfe ở Brooklyn, New York, và ban hành vào tháng sau. Điều này khác với thiết kế của Henson trong việc làm lệch lưỡi dao khỏi tay cầm bằng cách thay thế, "một người giữ lưỡi kim loại rỗng có tay cầm có thể tháo rời tốt nhất và một tấm phẳng ở phía trước, mà lưỡi dao được gắn bằng kẹp và một chốt bắt, tấm cho biết có thanh hoặc răng ở cạnh dưới của nó, và tấm dưới có lỗ mở ra, với mục đích được đặt ra", nghĩa là "đảm bảo một ổ đỡ trơn tru cho mặt phẳng trên da, trong khi răng hoặc thanh dao sẽ mang lại đủ lực cho phép dao cạo cắt lông mà không có nguy cơ cắt vào da."  Anh em nhà Kampfe sản xuất dao cạo dưới tên riêng của họ theo bằng sáng chế năm 1880 và cải tiến thiết kế trong một loạt các bằng sáng chế tiếp theo. Những mẫu này được sản xuất dưới nhãn hiệu "Star Safety Razor". 

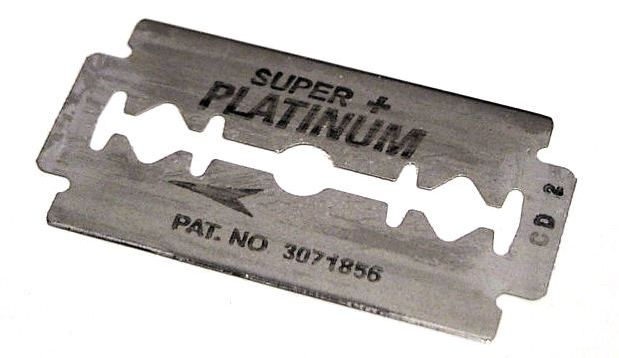
Một lưỡi dao cạo an toàn hai cạnh hiện đại

Một cải tiến quan trọng thứ ba là một chiếc dao cạo an toàn sử dụng lưỡi dao hai lưỡi dùng một lần mà King Camp Gillette đã nộp đơn xin cấp bằng sáng chế vào năm 1901 và được cấp vào năm 1904. Thành công của phát minh của Gillette phần lớn là do ông đã được trao tặng hợp đồng cung cấp các dao cạo an toàn hai lưỡi cho quân đội Mỹ trong Thế chiến I như một phần của bộ dụng cụ hiện trường tiêu chuẩn của họ (cung cấp tổng cộng 3,5 triệu dao cạo râu và 32 triệu lưỡi dao cho các binh sĩ). Những người lính trở về được phép giữ một phần thiết bị cạo râu và do đó dễ dàng giữ lại thói quen cạo râu mới của họ. Nhu cầu tiếp theo của người tiêu dùng đối với các lưỡi dao thay thế đã đưa ngành công nghiệp cạo râu đi theo hướng hiện tại với Gillette trở thành một lực lượng thống trị. Trước khi sự ra đời của lưỡi dao dùng một lần, người dùng dao cạo an toàn vẫn cần phải lấy tấm khớp để kẹp lưỡi dao và định kỳ phải mài sắc cạnh lưỡi dao. Đây không phải là những kỹ năng tầm thường (mài giũa thường xuyên chỉ chuyên gia mới làm nổi) và vẫn là một rào cản đối với việc áp dụng phổ biến lý tưởng bạn tự làm thợ cạo cho riêng bạn.

### Trích dẫn
1. 1 2 3  Waits 2014.
2. 1 2  Waits 2013.
3. ↑  Frederic Kampfe, Otto F. Kampfe, "Safety-Razor", US patent 228904, issued 1880-June-15
4. ↑  King C. Gillette, "Razor", US patent 775134, issued 1904-November-15
5. ↑  McKibben, Gordon (1998). Cutting Edge: Gillette's Journey to Global Leadership. Harvard Business School Press. tr. 429. ISBN 0-87584-725-0.
6. ↑  Waits, Robert K. (2009). Before Gillette: The Quest for a Safe Razor. J*IV*IX Publication. tr. 264. ISBN 978-0-557-05910-2.